# رومانو كانيفا
رومانو كانيفا (بالإيطالية: Romano Caneva)‏ (11 ديسمبر 1904 – القرن الـ20) هو ملاكم إيطالي راحل، مثّل بلاده في الألعاب الأولمبية الصيفية 1928.

## روابط خارجية
رومانو كانيفا على موقع بوكس ريك (الإنجليزية) (registration required)
- رومانو كانيفا على موقع أوليمبيديا (الإنجليزية)